# Tulio Tascón
Tulio Enrique Tascón Quintero (Buga, Vallée du Cauca, 29 janvier 1888 - Bogota, 1954) était un avocat, politique libéral, historien, écrivain et académique colombien. Il fut l'un des plus grands jurisconsultes colombiens dans les domaines du Droit Administratif et du Droit Constitutionnel.

## Biographie
Tulio Enrique Tascón Quintero est né à Guadalajara de Buga le 29 janvier 1888. Il est le fils de Leonardo Tascón Tascón et Mercedes Tulia Quintero Varela. Il obtint son baccalauréat au Collège de Notre Dame du Rosaire puis étudia le droit à l'Université nationale de Colombie.
Il commença à exercer sa profession à Buga, et entama en même temps une carrière politique. En 1931, il créa le journal Helios qui circula jusqu'en 1940. Il écrivit dans plusieurs publications nationales, notamment dans le journal Le Libéral, la Revue Juridique et Le Graphique à Bogota, et La Lutte et Le Jour à Cali. Il a collaboré à d'autres publications telles que le Bulletin d'Histoire et d'Antiquités de l'Académie Colombienne d'Histoire, institution dont il fut membre puis président entre 1941 et 1942.
Dans le domaine juridique, il fut magistrat et président du Tribunal Supérieur de Buga, conseiller d'État (1937-1942) et président du Conseil d'État (1940). 
Dans le domaine politique, il fut conseiller municipal de Buga (1913 - 1933), député à l'Assemblée départamentale de la Vallée du Cauca, représentant à la Chambre (1913 - 1918), sénateur de la République (1919 - 1923), président du Sénat de la République (1920), gouverneur de la Vallée du Cauca (1935 - 1938), deux fois désigné à la Présidence de la République, ministre de courriers et des télégraphes dans le gouvernement d'Enrique Olaya Herrera (1930), ministre de l'Éducation dans le premier gouvernement d'Alfonso López Pumarejo (1937) et ministre des mines et du pétrole dans le deuxième gouvernement d'Alfonso López Pumarejo (1943) et dans celui de Mariano Ospina Pérez (1946).
À l'Université, il fut professeur de Droit. Il fut recteur et de l'Université Libre entre 1946 et 1950 Il fut titulaire des chaires de Droit Administratif et de Droit Constitutionnel. Il est aussi connu pour être l'auteur de quelques uns des livres les plus importants sur le droit colombien et sur l'histoire tant nationale que régionale. Il se dit que son œuvre Histoire du Droit Constitutionnel Colombien est le texte qui a inspiré la réforme agraire de 1936, trois ans après sa publication,,.

## Œuvres notables
- Biographie du Général José María Cabal (1909).
- Droit Constitutionnel Colombien.
- Histoire du Droit Constitutionnel Colombien (1933).
- Genèse de notre Droit Constitutionnel.
- Droit Contentieux Administratif.
- Histoire de la conquête de Buga.
- Biographie du Général Pedro Murgueítio.